# Габонска афера
Габонската афера е случай от стопанската история на България.
През 1988 г. търговската банка „Балканбанк“, с тогавашен директор Иван Миронов, издава банкова гаранция за 18 милиона германски марки на името на „Булгаргеомин“, а германската „Комерцбанк“ отпуска заем за добив на ценна дървесина от тропически гори в Габон. Парите са били предназначени за закупуване на фирмата „Габексфо“, държател на концесия за дърводобив. Оказва се, че сделката е фиктивна, тъй като от десетилетия Габон не сече тропическите си гори.
Разгласен е доклад на Димитър Луджев по случая. При започналата проверка се оказва, че са изчезнали документи по нея от архив на Министерския съвет, за който отговаря старши съветничката Меглена Кунева-Пръмова. При правителството на проф. Любен Беров е създадена комисия в състав от началника на правния отдел на Министерския съвет Андрей Делчев и Меглена Кунева-Пръмова от отдела (вече главен съветник) и политика Гиньо Ганев. При посещението им в Габон те се срещат с президента Омар Бонго, от когото научават, че е забранил сеченето на горите през 60-те години на 20 век и че са използвани габонски банки, откъдето парите са прибрани от българи.
Иван Миронов е оправдан по случая през 1995 г. Впоследствие се установява в САЩ - първоначално в щата Вирджиния, където купува имот близо до имота на Илия Павлов (с когото е регистриран като съдружник в няколко дружества), а по-късно - във Флорида.